# 日本海ガス
日本海ガス株式会社（にほんかいガス）は、富山県富山市に本社を置き、富山県・石川県を中心に都市ガス・LPガスを供給しているガス事業者。
2018年1月4日に、持株会社である日本海ガス絆ホールディングス株式会社（にほんかいガスきずなホールディングス）を設立。現在は同社傘下の事業会社となっている。

## 沿革
- 1913年（大正2年）9月1日 - 富山電気が都市ガス事業を開始[5]。同日、松川にガス灯が点灯する[6]。
- 1928年（昭和3年）12月26日 - 富山電気が日本海電気（現在の北陸電力の前身）に改称[6]。
- 1941年（昭和16年）10月1日 - 旧・日本海電気のガス事業を日本海産業に継承[7]。
- 1942年（昭和17年）10月15日 - 日本海産業の解散に伴い、日本海瓦斯株式会社を設立[8]。初代社長は新田興一[7]。
- 1945年（昭和20年）8月1日 - 富山大空襲により被災し、供給が停止する[7]。
- 1946年（昭和21年）
  - 3月1日 - 富山市内中央部の本管および供給管の復旧作業開始[7]。
  - 4月23日 - ガス発生炉復旧火入れ式[7]。
  - 6月1日 - 18戸にてガスの供給を開始[7]。
- 1952年（昭和27年）7月10日 - 岩瀬工場の敷地が確定する[9]。
- 1955年（昭和30年）3月16日 - 岩瀬工場の起工式を挙行、同年4月1日に建設を開始し、同年11月1日操業開始[10]。
- 1956年（昭和31年）6月10日 - 本社事務所の増改築工事が完成[11]。
- 1957年（昭和32年）11月29日 - NG式オイルガス発生炉完成[12]。
- 1960年（昭和35年）4月1日 - LPガスの販売を開始[12]。
- 1962年（昭和37年）10月5日 - 第1回ガス展開催[13]。
- 1965年（昭和40年）12月26日 - 太閤山団地へLPガスの供給を開始[14]。
- 1966年（昭和41年）12月20日 - 本館第1期工事完成[14]。
- 1967年（昭和42年）12月5日 - 本館完成[14]。
- 1971年（昭和46年）7月2日 - 高岡瓦斯（現・高岡ガス）と業務提携調印[15]。
- 1972年（昭和47年）
  - 4月1日 - 社名を日本海ガス株式会社に改称[15]。高岡瓦斯への供給を開始[16]。
  - 9月11日 - 太閤山団地が都市ガスに切り替え[15]。
  - 11月20日 - 福島瓦斯と姉妹会社の盟約書に調印[16]。
  - 12月8日 - 本社新館完成[15]。
- 1982年（昭和57年）
  - 10月1日 - 社歌制定[17]。
  - 12月25日 - 岩瀬工場、50,000m2の球形ガスホルダー竣工[17]。
- 1987年（昭和62年）10月6日 - 新湊ガスの譲受契約締印（同年10月21日譲渡契約調印）[18]
- 1991年（平成3年）10月2日 - 岩瀬工場、NG-820A型プラント完成[19]。
- 1992年（平成4年）4月1日 - 現在のロゴマークであるGAS COMPANYを採用。同日、フレックス休日制を導入し、完全週休2日制を実施[20]。
- 2003年（平成15年）7月1日 - テルサ日本海ガス（1986年3月5日設立[21]）を吸収合併[22]。
- 2018年（平成30年）1月4日 - 純粋持株会社として日本海ガス絆ホールディングス株式会社を設立。同社の事業会社へ移行[23]。
- 2024年（令和6年）3月19日 - J-クレジットの運営業務を開始[24]。

## 主な事業所
詳細は、公式サイトのお近くの日本海ガス（事業所一覧）を参照。
- 本社 - 富山県富山市城北町2番36号
- 西部支社 - 富山県射水市作道691番地
- 金沢支社 - 石川県金沢市松島二丁目205番地
- ショールームPrego（プレーゴ）- 富山県富山市黒崎405番地6

## 供給エリア
都市ガス
- 富山県富山市
- 富山県射水市
- 富山県高岡市

## 現在の傘下企業
ここでは、日本海ガス絆ホールディングス傘下の企業を記載する。いずれも連結子会社となっている。
- 日本海ガス株式会社
- 株式会社モット日本海ガス
- 株式会社サプラ
- 株式会社テルサウェイズ
- 株式会社北雄ホームサービス
- 株式会社七尾ホームサービス
- 株式会社G・テック

## 提供番組
- 沢樹舞のおいしい時間（富山テレビ）